# Rey Misterio Sr.
Miguel Ángel López Díaz beter bekend als Rey Misterio Sr. (Tijuana (Baja California), 8 januari 1958 – 20 december 2024) was een Mexicaans professioneel worstelaar, worsteltrainer en acteur.

## Familie
Díaz is de oom van de worstelaar Oscar Gutierrez (Rey Mysterio).
Misterio overleed op 20 december 2024 op 66-jarige leeftijd.

## In worstelen
- Afwerking en kenmerkende bewegingen
  - Powerbomb
  - Superkick
  - Hurricanrana
  - Multiple arm drags
  - Missile dropkick

## Erelijst
- Asistencia Asesoría y Administración
  - IWC Television Championship (1 keer)
  - IWC World Middleweight Championship (2 keer)

- Pro Wrestling Revolution
  - Revolution Tag Team Championship (1 keer met El Hijo de Rey Misterio)

- Tijuana Wrestling
  - Baja California Middleweight Championship (1 keer)
  - America's Championship (1 keer)
  - Tijuana Welterweight Championship (1 keer)
  - Tijuana Tag Team Championship (3 keer; 1x met Saeta Oriental, 1x met Pequeño Apolo/Super Astro en 1x met Rey Guerrero)

- World Wrestling Association
  - WWA World Junior Light Heavyweight Championship (1 keer)
  - WWA World Tag Team Championship (1 keer met Rey Misterio Jr.)

- World Wrestling Organization
  - WWO World Championship (1 keer)

- Xtreme Latin American Wrestling
  - XLAW Extreme Championship (2 keer)